# Chris Bruno
Chris Bruno (6 agosto 1970) è un ex calciatore britannico originario di Turks e Caicos, di ruolo centrocampista.

## Carriera

### Club
Dal 2003 gioca negli SWA Sharks, militandovi per vari anni.

### Nazionale
Ha esordito in Nazionale nel 2004, giocando incontri validi per le qualificazioni ai Mondiali 2006 e 2010.